# أباتشي جنكشن
أباتشي جنكشن (بالإنجليزية: Apache Junction, Arizona)‏ هي مدينة تقع في مقاطعة ماريكوبا، أريزونا, مقاطعة بينال، أريزونا بولاية أريزونا في الولايات المتحدة. تأسست عام 1978، تبلغ مساحتها 88.7 (كم²)، وترتفع عن سطح البحر 525 م، بلغ عدد سكانها 35840 نسمة في عام 2010 حسب إحصاء مكتب تعداد الولايات المتحدة وتصل الكثافة السكانية فيها 364.11 نسمة/كم2.

## التركيبة السكانية
حدّد مكتب تعداد الولايات المتحدة بيانات التركيبة السكانية لأباتشي جنكشن في تعداد الولايات المتحدة. في ما يلي، التركيبة السكانية حسب تعدادي 2000 و2010.

### تعداد عام 2000
بلغ عدد سكان أباتشي جنكشن 31,814 نسمة بحسب تعداد عام 2000، وبلغ عدد الأسر 13,775 أسرة وعدد العائلات 9,006 عائلة مقيمة في المدينة. في حين سجلت الكثافة السكانية 350.1 نسمة لكل كيلومتر مربع (906.8/ميل2). وبلغ عدد الوحدات السكنية 22,771 وحدة بمتوسط كثافة قدره 250.6 لكل كيلومتر مربع (649.1/ميل2).
وتوزع التركيب العرقي للمدينة بنسبة 92.66% من البيض و0.61% من الأمريكيين الأفارقة و0.99% من الأمريكيين الأصليين و0.52% من الأمريكيين ذوي الأصول الآسيوية و0.07% من سكان جزر المحيط الهادئ و3.11% من الأعراق الأخرى و2.03% من عرقين مختلطين أو أكثر و8.80% من الهسبانيون أو اللاتينيون من أي عرق.
بلغ عدد الأسر 13,775 أسرة كانت نسبة 24.7% منها لديها أطفال تحت سن الثامنة عشر تعيش معهم، وبلغت نسبة الأزواج القاطنين مع بعضهم البعض 52.9% من أصل المجموع الكلي للأسر، ونسبة 8.5% من الأسر كان لديها معيلات من الإناث دون وجود شريك،  بينما كانت نسبة 4.1% من الأسر لديها معيلون من الذكور دون وجود شريكة وكانت نسبة 34.6% من غير العائلات. تألفت نسبة 27.2% من أصل جميع الأسر من عدة أفراد يعيشون في نفس المنزل ونسبة 13% كانت تتألف من شخص يعيش بمفرده يبلغ من العمر 65 عاماً أو أكثر. وبلغ متوسط حجم الأسرة المعيشية 2.29، أما متوسط حجم العائلات فبلغ 2.75.
بلغ العمر الوسطي للسكان 44.1 عاماً. وكانت نسبة 20.5% من القاطنين تحت سن الثامنة عشر، وكانت نسبة 6.9% بين الثامنة عشر والرابعة والعشرين عاماً، ونسبة 23.6% كانت واقعةً في الفئة العمرية ما بين الخامسة والعشرين والرابعة والأربعين عاماً، ونسبة 23.6% كانت ما بين الخامسة والأربعين والرابعة والستين، ونسبة 24.7% كانت ضمن فئة الخامسة والستين عاماً فما فوق. يوجد لكل 100 أنثى 95.9 ذكر، ويوجد لكل 100 أنثى في الثامنة عشر من عمرها فما فوق 93.6 ذكر.
بلغ متوسط دخل الأسرة في المدينة 33,170 دولارًا، أما متوسط دخل العائلة فبلغ 37,726 دولارًا. وكان متوسط دخل الذكور 31,283 دولارًا مقابل 22,836 دولارًا للإناث. وسجل دخل الفرد الخاص بالمدينة 16,806 دولارًا. وكانت نسبة 7.3% من العائلات ونسبة 11.6% من السكان تحت خط الفقر، وكان من هؤلاء نسبة 19.1% تحت سن الثامنة عشر ونسبة 7.4% في الخامسة والستين من العمر وما فوق.

### تعداد عام 2010
بلغ عدد سكان أباتشي جنكشن 35,840 نسمة بحسب تعداد عام 2010، وبلغ عدد الأسر 15,574 أسرة وعدد العائلات 9,372 عائلة مقيمة في المدينة. في حين سجلت الكثافة السكانية 394.5 نسمة لكل كيلومتر مربع (1,021.8/ميل2). وبلغ عدد الوحدات السكنية 22,564 وحدة بمتوسط كثافة قدره 248.3 لكل كيلومتر مربع (643.1/ميل2).
وتوزع التركيب العرقي للمدينة بنسبة 89.54% من البيض و1.20% من الأمريكيين الأفارقة و1.11% من الأمريكيين الأصليين و0.78% من الأمريكيين ذوي الأصول الآسيوية و0.07% من سكان جزر المحيط الهادئ و4.94% من الأعراق الأخرى و2.35% من عرقين مختلطين أو أكثر و14.38% من الهسبانيون أو اللاتينيون من أي عرق.
بلغ عدد الأسر 15,574 أسرة كانت نسبة 23% منها لديها أطفال تحت سن الثامنة عشر تعيش معهم، وبلغت نسبة الأزواج القاطنين مع بعضهم البعض 44.6% من أصل المجموع الكلي للأسر، ونسبة 10.7% من الأسر كان لديها معيلات من الإناث دون وجود شريك،  بينما كانت نسبة 4.8% من الأسر لديها معيلون من الذكور دون وجود شريكة وكانت نسبة 39.8% من غير العائلات. تألفت نسبة 31.4% من أصل جميع الأسر من عدة أفراد يعيشون في نفس المنزل ونسبة 15.9% كانت تتألف من شخص يعيش بمفرده يبلغ من العمر 65 عاماً أو أكثر. وبلغ متوسط حجم الأسرة المعيشية 2.28، أما متوسط حجم العائلات فبلغ 2.85.
بلغ العمر الوسطي للسكان 47.5 عاماً. وكانت نسبة 19.9% من القاطنين تحت سن الثامنة عشر، وكانت نسبة 6.6% بين الثامنة عشر والرابعة والعشرين عاماً، ونسبة 20.4% كانت واقعةً في الفئة العمرية ما بين الخامسة والعشرين والرابعة والأربعين عاماً، ونسبة 27.1% كانت ما بين الخامسة والأربعين والرابعة والستين، ونسبة 26.1% كانت ضمن فئة الخامسة والستين عاماً فما فوق. وتوزع التركيب الجنسي للسكان بنسبة 48.6% ذكور و51.4% إناث.

## أعلام
- سكوت ووكر
- بيل ميلر
- إرنست بيرس

## وصلات خارجية
- http://www.ajcity.net/